# For Honor
For Honor is een actievechtspel ontwikkeld door Ubisoft Montreal en uitgegeven door Ubisoft voor Windows, PlayStation 4 en Xbox One. De speler speelt alleen of samen met andere spelers bijvoorbeeld 4 vs 4. De bedoeling van het spel is om als viking, ridder of samoerai uit te groeien tot de grootste krijger van het slagveld.